# بوبي كرايغ (لاعب كرة قدم أسترالية)
بوبي كرايغ (بالإنجليزية: Bobby Craig)‏ هو لاعب كرة قدم أسترالي، (و. 1882  م).

## وصلات خارجية
- بوبي كرايغ على موقع AustralianFootball.com (الإنجليزية)
- بوبي كرايغ على موقع AFLtables.com (الإنجليزية)